# Eau Du Ciel (天の水)
『Eau Du Ciel （天の水）』（オー・ド・シエル てんのみず）は、岡村孝子の通算5枚目のオリジナル・アルバム。1989年6月24日発売。発売元はファンハウス（現・ソニー・ミュージックレーベルズ）。

## 解説
- 神聖なアルバム名をイメージさせる白一色の衣装と瞳を閉じたジャケット写真が特徴の、5枚目のオリジナル・アルバム。
- 前作『SOLEIL』に続き、2作連続でオリコンのアルバム・ヒットチャートで第1位を獲得した（7月3日付）。
- また、1989年のオリコン年間アルバムヒットチャートでは第12位にランクされている。なお、本作はCD／カセット／LPレコードと3形態でリリースされたが、岡村のアルバムとしてはこの作品でレコードの生産は終了となる。
- 前年のクリスマス・シーズンに4枚目のアルバム『SOLEIL』からシングルカットされた10枚目のシングル「クリスマスの夜」（1988年12月1日）のカップリングだった「リフレイン」がアルバム初収録となった。
- なお、本アルバム収録音源とシングル収録音源ではアレンジが全く異なっている。
- 発売1週間後の1989年7月1日、収録曲「青い風」が11枚目のシングルとしてリカットされた。カップリング曲も同じく収録曲の「オー・ド・シエル（天の水）」。
- 「愛がほしい」は日本テレビ系『知ってるつもり?!』の初代エンディング・テーマに起用され、12枚目のシングル『天使たちの時 〜Time of the Angels〜』（1989年11月25日）のカップリング曲に採用されている。
- 上記の通り、結果的にシングル関連楽曲を多く含むアルバムとなった。
- 2001年6月20日には、価格を改定したリニューアル盤が再発売された（規格品番：FHCF-2515）。

## 収録曲
全作詞・作曲: 岡村孝子
編曲: 萩田光男 M-1・3・6・8 、田代修二 M-2・4・5・7・9
1. 長い時間（たび）（5:04）
2. 虹を追いかけて（5:11）
  - 岡村のコンサートでは、毎回のようにアンコール終盤に歌われる曲。
3. オー・ド・シエル（天の水） （5:53）
  - 11thシングル「青い風」のカップリング曲で、アルバム・タイトルチューン。
4. それぞれの明日（5:21）
5. 愛を守りきれなくて（4:22）
6. ジュ・テーム（4:52）
  - エルザを意識して書かれた曲（本人談）
  - 「夏の日の午後」「秋の日の夕暮れ」「クリスマスの夜」の姉妹曲として「春はあけぼの」と名づける構想もあったという[3]。
7. 愛がほしい（4:50）
  - 12thシングル「天使たちの時 〜Time of the Angels〜」のB面曲としてシングルカットされた。
  - 日本テレビ系『知ってるつもり?!』エンディング・テーマ。
8. リフレイン（5:19）
  - 10thシングル「クリスマスの夜」のカップリング曲。シングルは田代修二・編曲のコンサート向けバージョン。
  - 本アルバムでは、弦楽アンサンブルを軸にした映画音楽風のアレンジでリメイクされた。
9. 青い風（4:39）
  - 11thシングル。シングル曲ながら、2013年3月にリリースされたアルバム『NO RAIN, NO RAINBOW』で「青い風 2013」と題したリメイク版が発表されるまで、ベスト盤等他のアルバムに一切収録されてこなかった。

## 関連作品
- 長い時間（たび）
  - After Tone II
  - 岡村孝子ベスト SUPER BEST 2000
- 虹を追いかけて
  - After Tone II
  - 夢見る頃を過ぎても（アルバム）
  - DO MY BEST
  - Best★BEST 岡村孝子
- オー・ド・シエル （天の水） 
  - After Tone II
- ジュ・テーム
  - Ballade
- 愛がほしい
  - DO MY BEST
  - TOY BOX
  - Best★BEST 岡村孝子
- リフレイン
  - After Tone II
  - Ballade
  - 夢見る頃を過ぎても（アルバム）
- 青い風
  - NO RAIN, NO RAINBOW